# Cabanes (Castellón)
Pour les articles homonymes, voir Cabanes.
Cabanes, en castillan et officiellement (Cabanes ou Cabanes de l'Arc en valencien), est une commune d'Espagne de la province de Castellón dans la Communauté valencienne. Elle est située dans la comarque de Plana Alta et dans la zone à prédominance linguistique valencienne.

## Géographie

Localisation de Cabanes
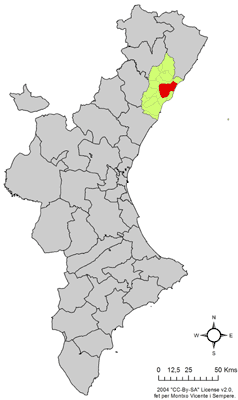
dans la Communauté valencienne.
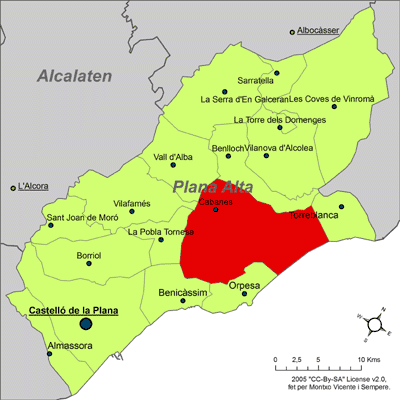
dans la comarque de Plana Alta.

### Hameaux
El Borseral, El Empalme, El Polido, El Ventorrillo, La Font Talla, Les Santes, Mas d'Enqueixa, Torre la Sal, Venta de San Antonio-Estación.

### Localités limitrophes
Torreblanca, Benlloch, Vall d'Alba, Vilafamés, La Pobla Tornesa, Benicàssim et Oropesa del Mar, toutes dans la province de Castellón.

### Liens externes

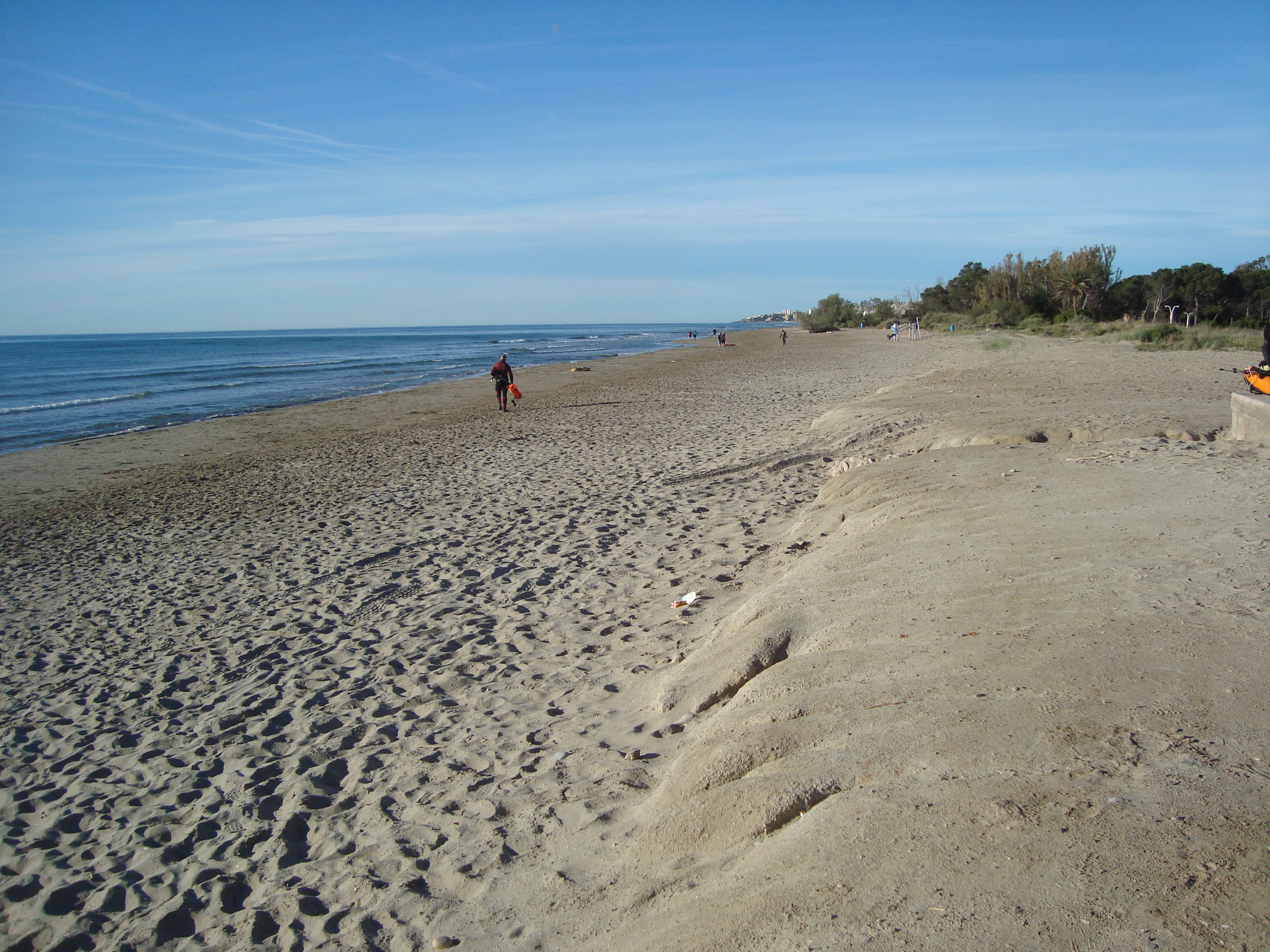
Plage de Torrelasal (Cabanes, Castellón)
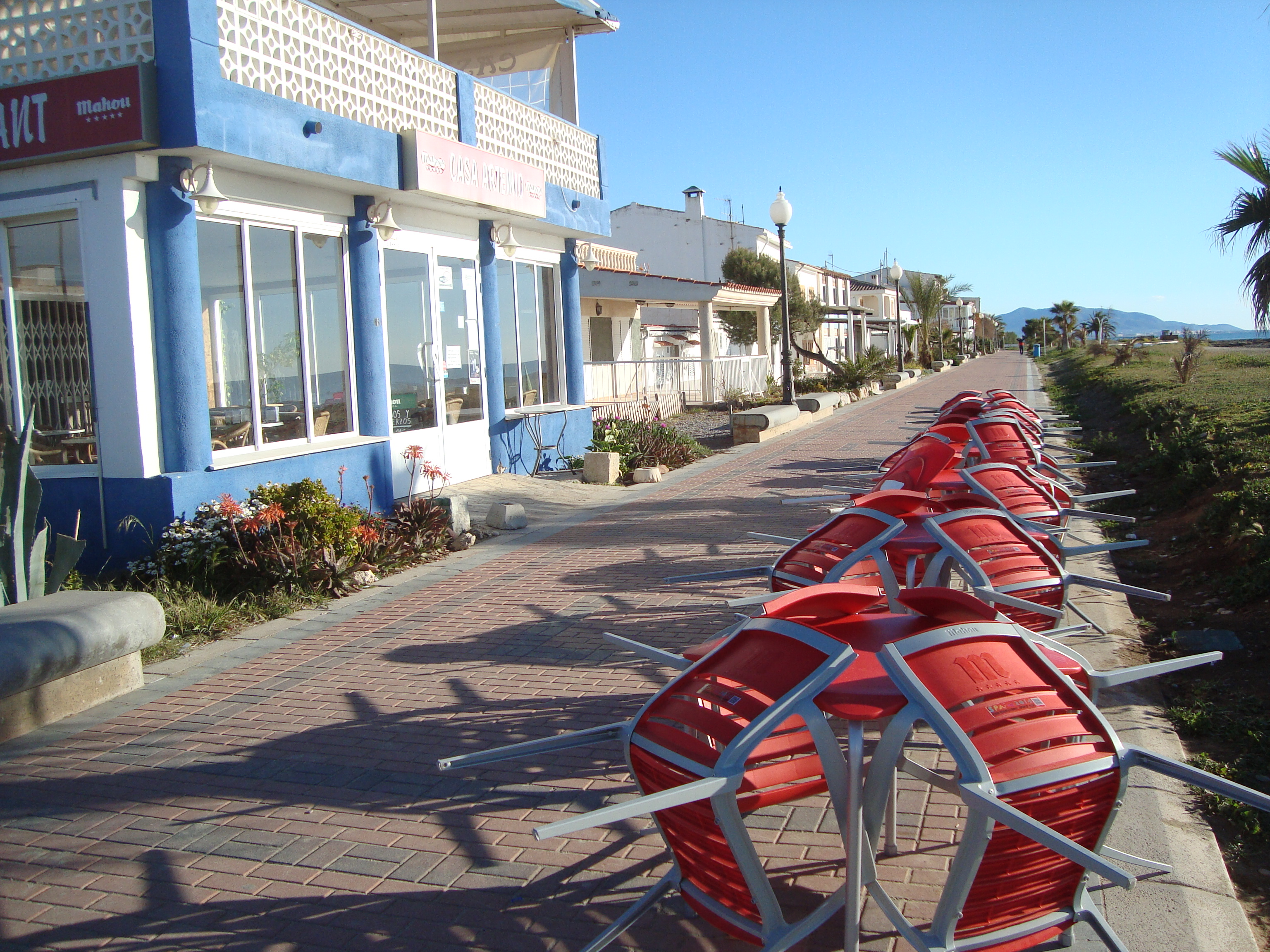
Torrelasal (Cabanes, Castellón)
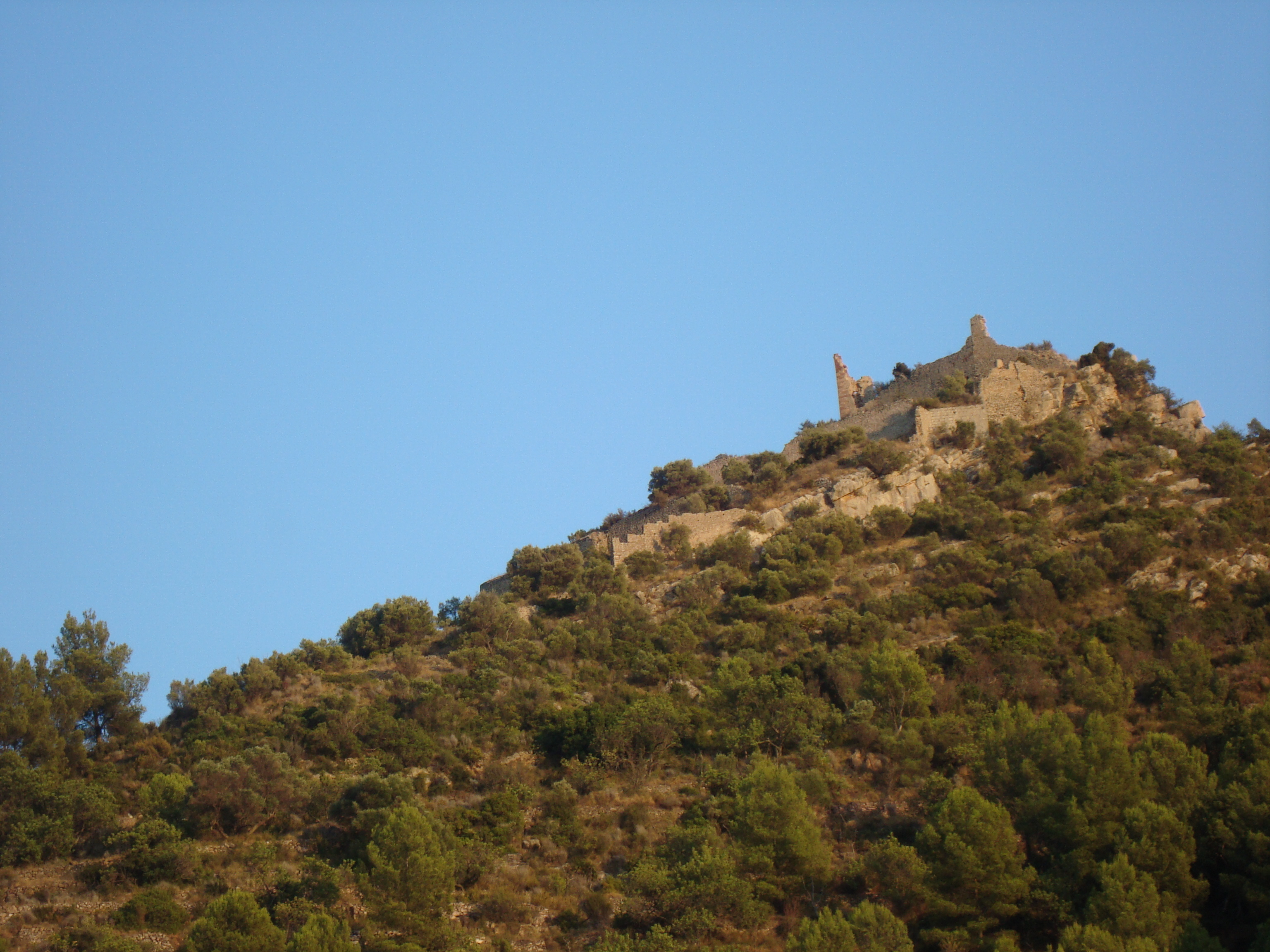
Castell de Miravet (Cabanes)
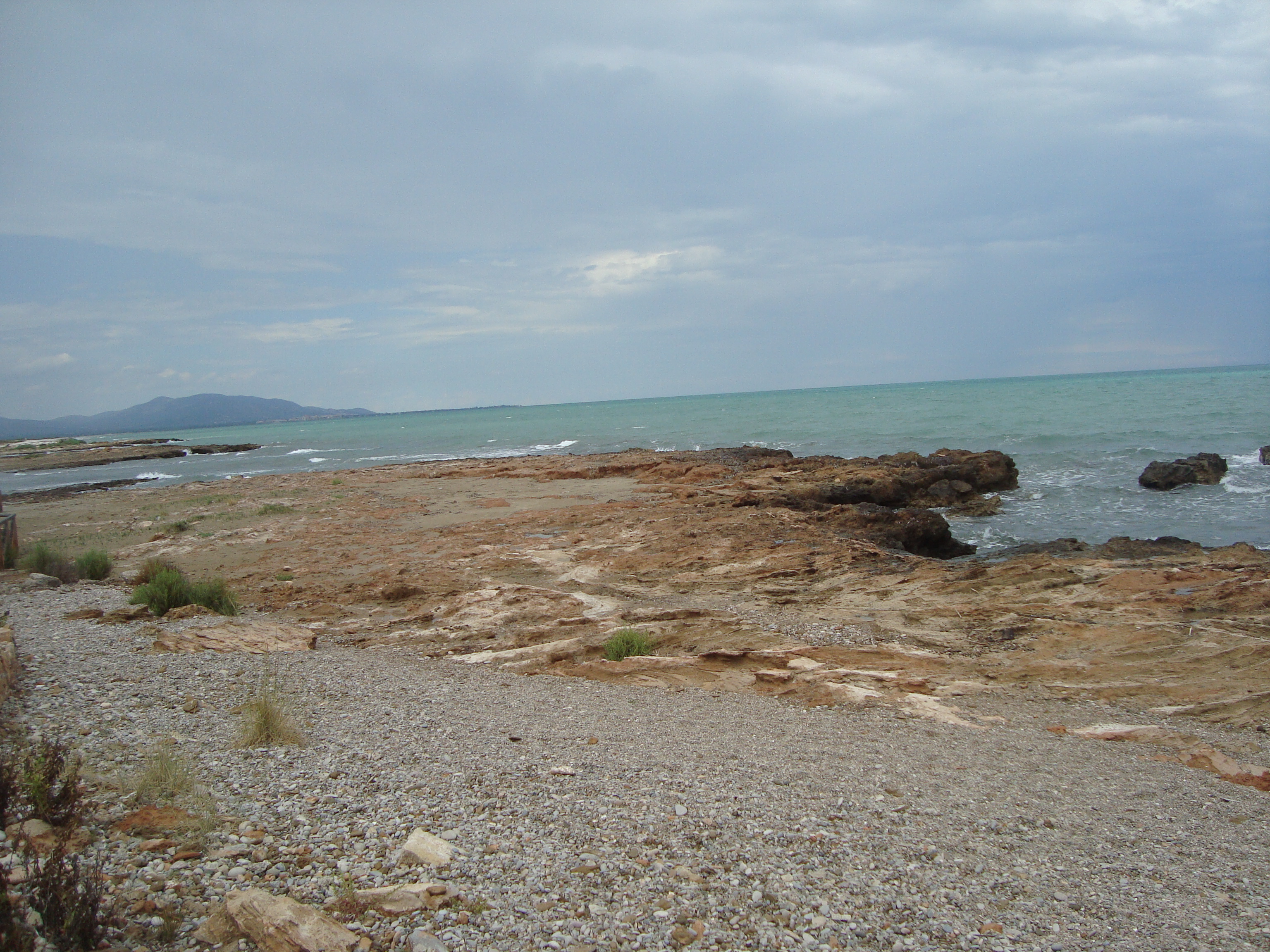
Torrelasal (Cabanes)
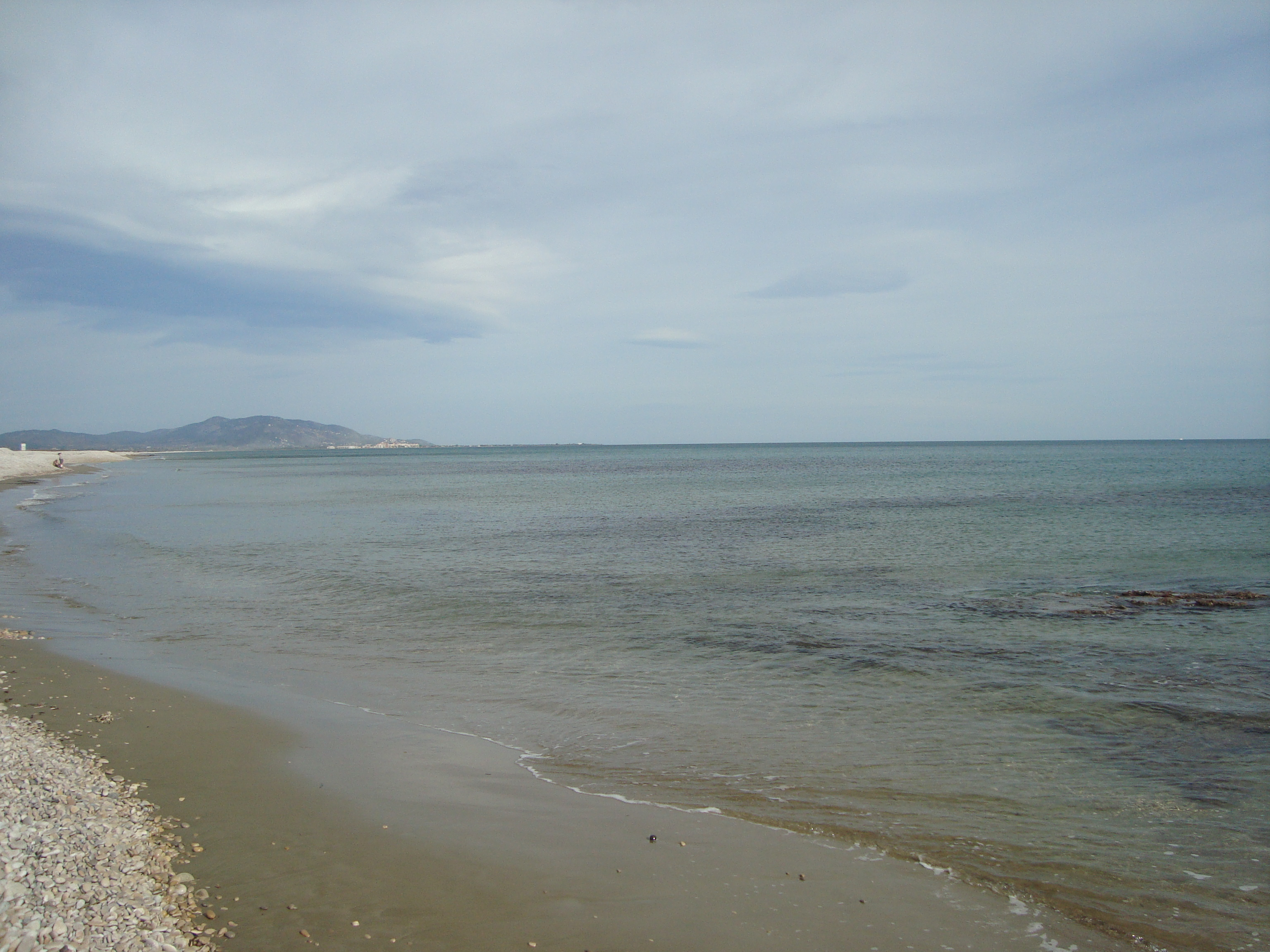
Plage del Cudolar (Cabanes)
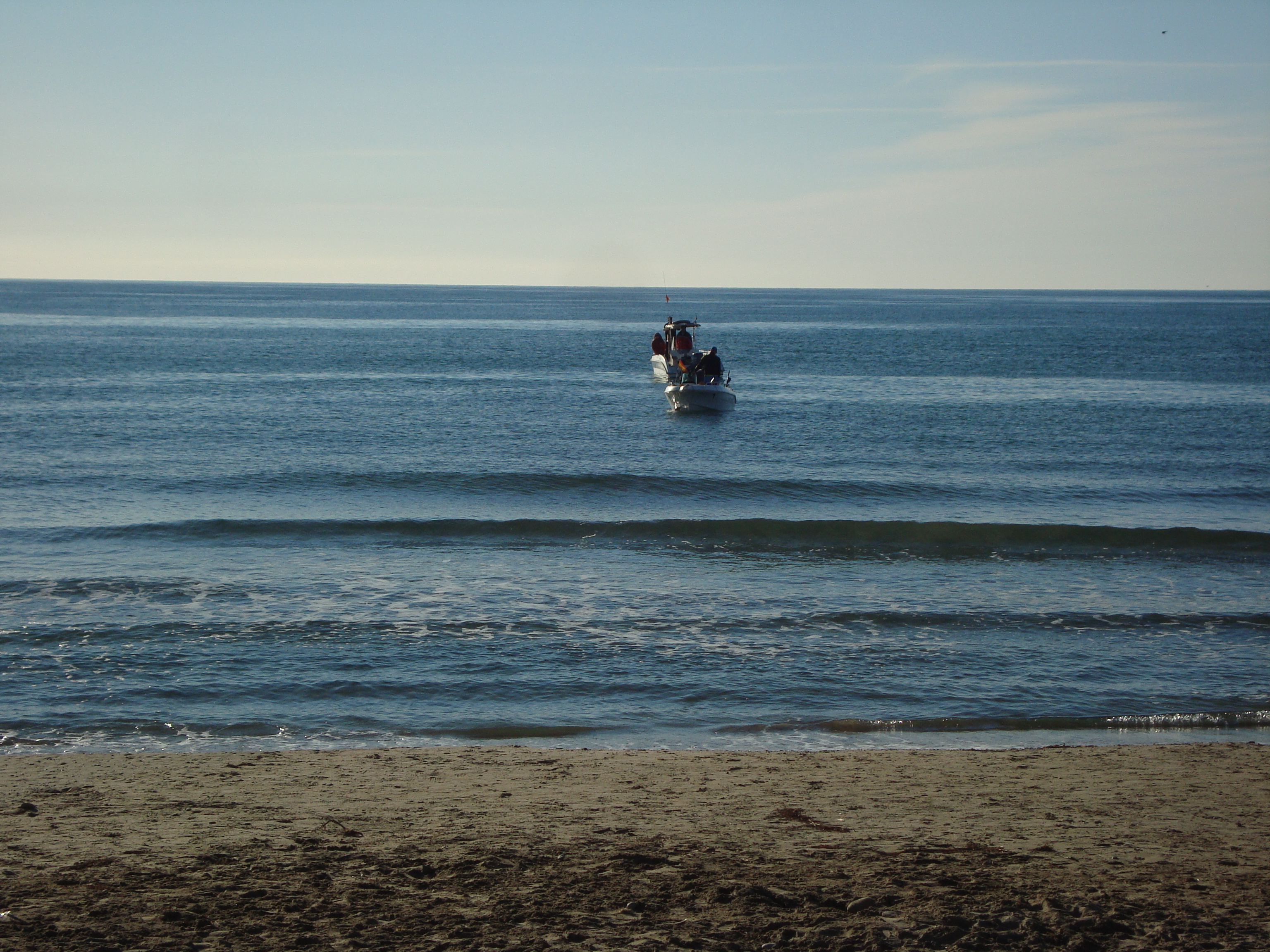
Plage de Torrelasal (Cabanes)
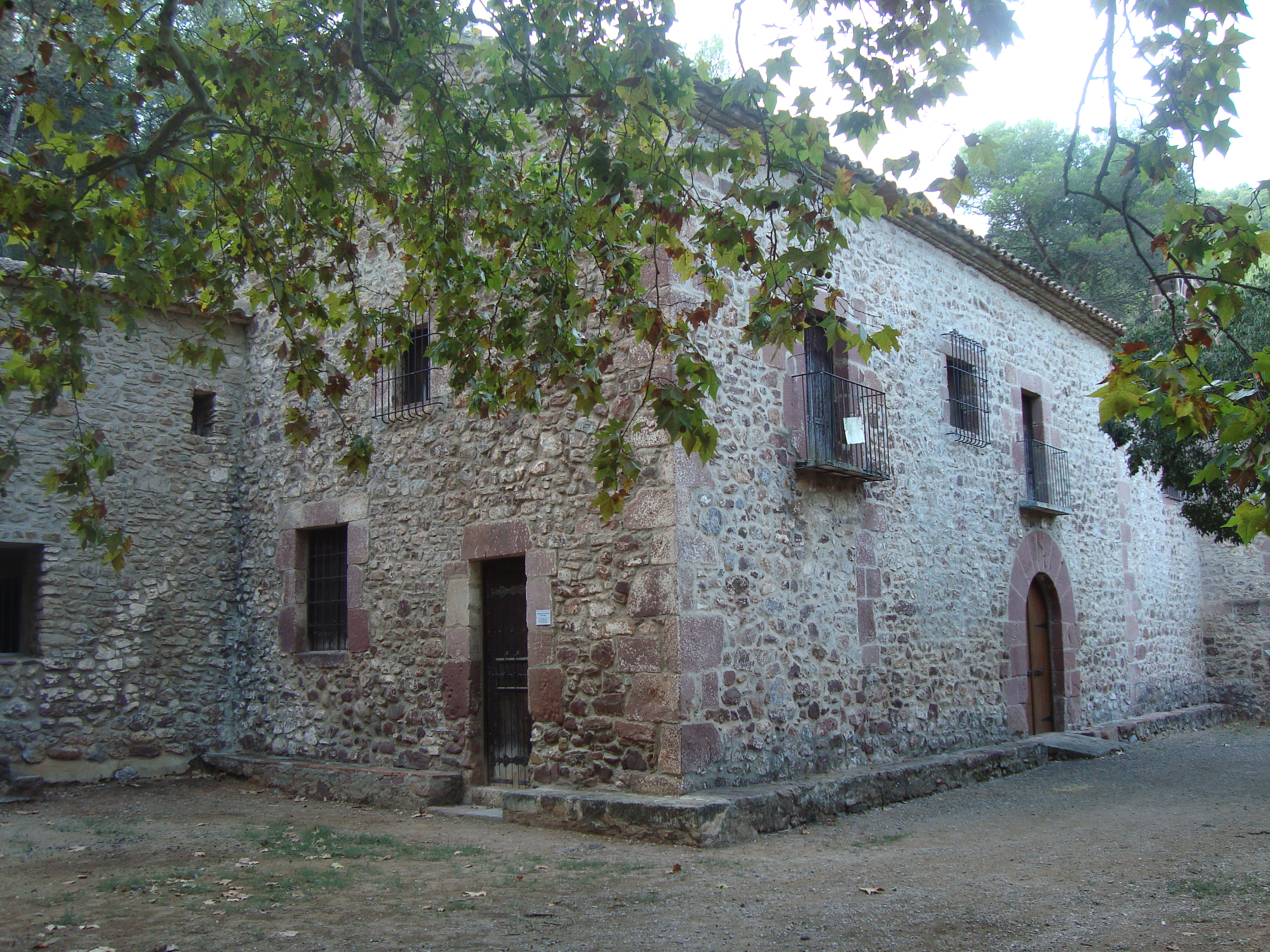
Ermitage de Santa Águeda y Santa Lucía (Cabanes, Castellón)
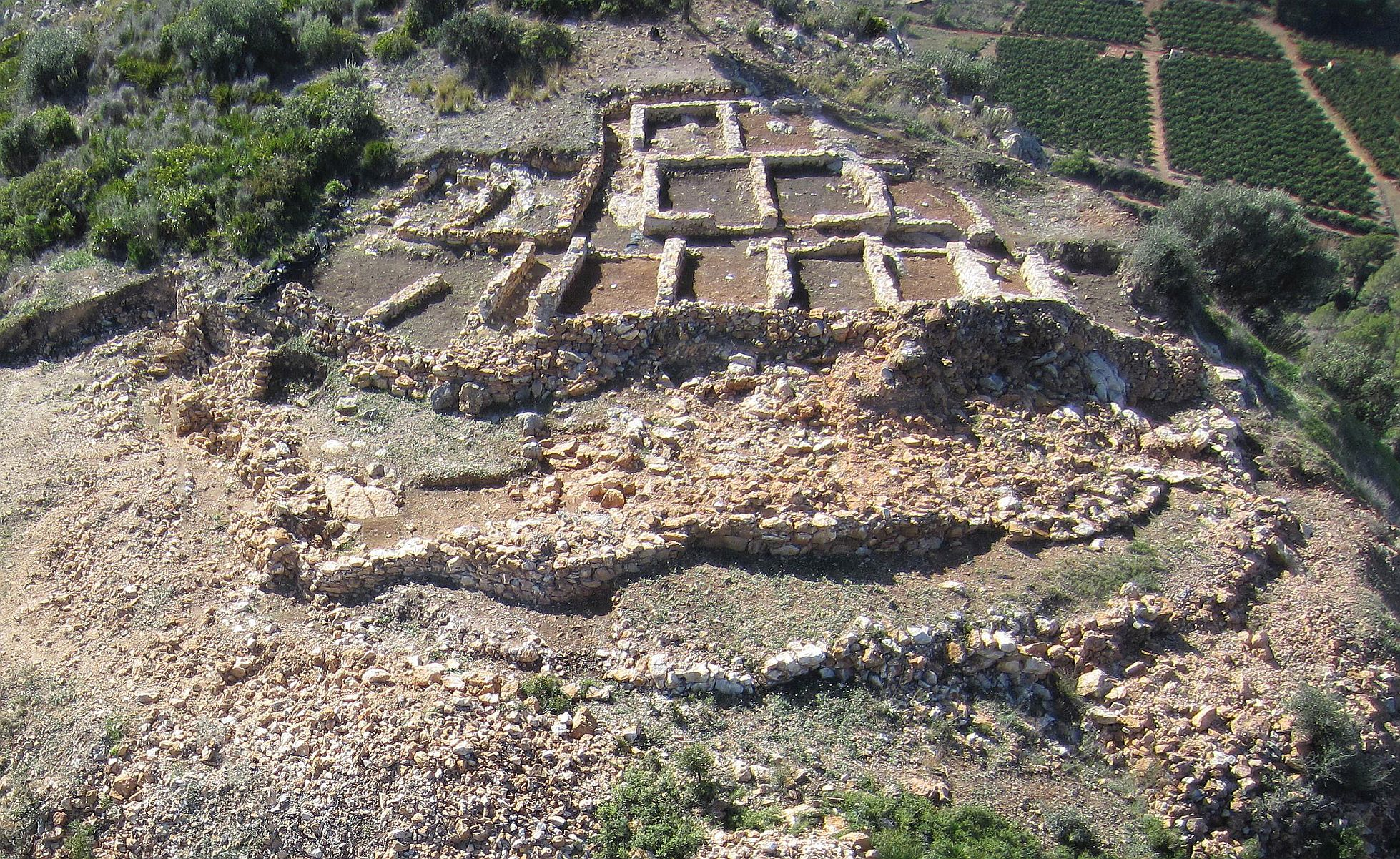
Tossal del Mortòrum

## Patrimoine

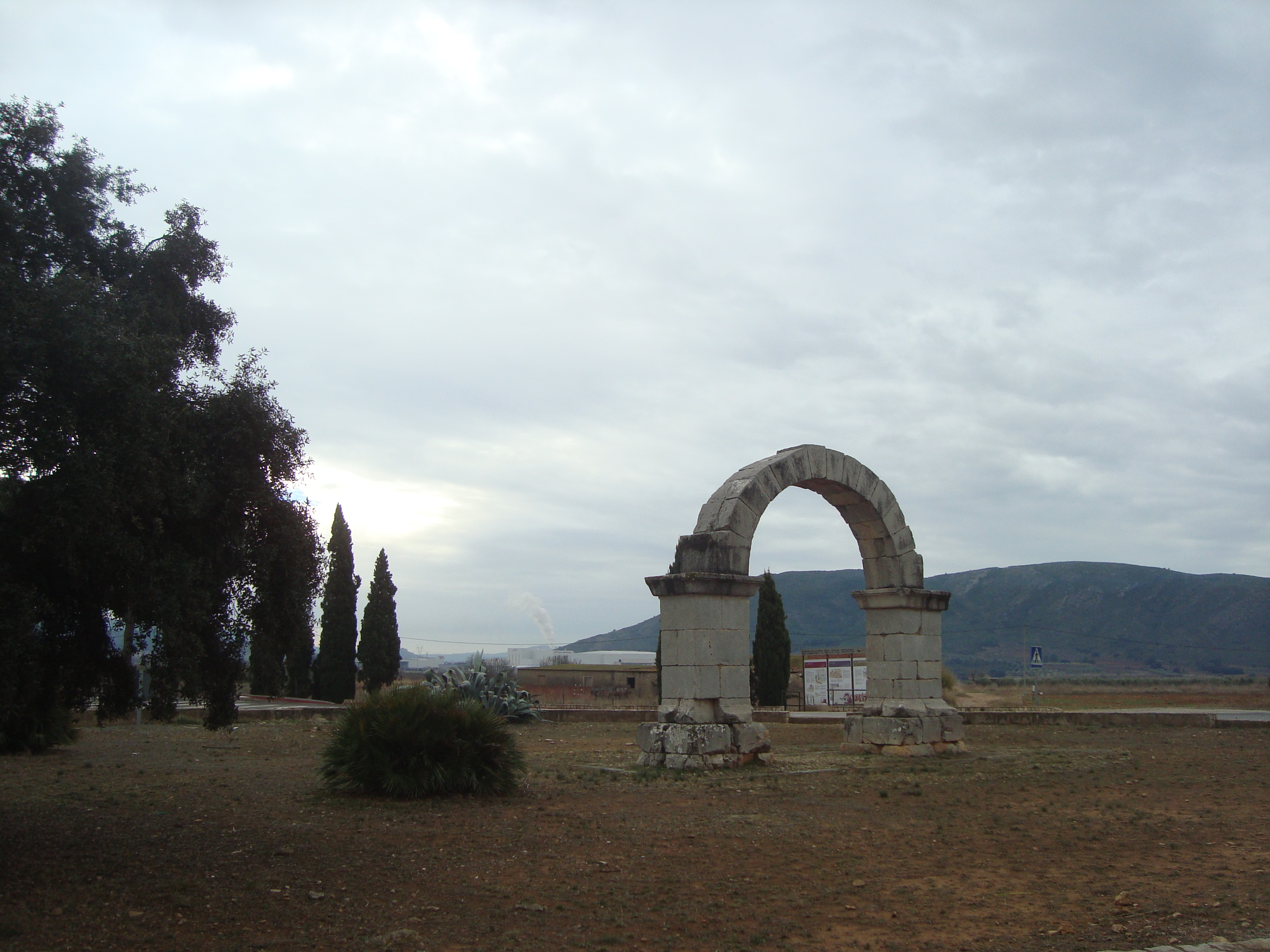
Arc romain de Cabanes.

- Arc romain du IIe siècle.